# والتر فرينش
والتر فرينش (بالإنجليزية: Walter French)‏ هو لاعب كرة قدم أمريكية أمريكي، ولد في 12 يوليو 1899 في مورستاون ‏ في الولايات المتحدة، وتوفي في 13 مايو 1984 في ماونتن هوم في الولايات المتحدة.

## وصلات خارجية
- والتر فرينش على موقعبيزبول رفرنس.كوم (الدوري الرئيسي) (الإنجليزية)